# トゥイステッド
「トゥイステッド」（Twisted）は、サックス奏者のワーデル・グレイが作曲し1950年に発表した楽曲。アニー・ロスが詞を付け、一般的に広まった。

## 概要
1950年、プレスティッジ・レコードから出たワーデル・グレイのシングルには「トゥイステッド」のほか「Easy Living」が収録された。本作品のみ「Al Haig Quartet with  Wardell Gray」名義になっている。演奏者はワーデル・グレイ（テナー・サックス）、アル・ヘイグ（ピアノ）、トミー・ポッター（ベース）、ロイ・ヘインズ（ドラムズ）。
1952年、アニー・ロスはグレイの「トゥイステッド」に精神分析を皮肉った歌詞をのせてシングルとして発表した。ロスはその後、歌手のキング・プレジャー（King Pleasure）とアルバム『King Pleasure Sings / Annie Ross Sings』（1958年）を発表。彼女のバージョンは同アルバムに収録された。
ロスは1957年にデイヴ・ランバート、ジョン・ヘンドリックスとボーカル・グループ「ランバート、ヘンドリックス&ロス」を結成。1960年発表のアルバム『Lambert, Hendricks, & Ross!: The Hottest New Group in Jazz』で再録音した。
ロスのオリジナル・バージョンはウディ・アレン監督の映画『地球は女で回ってる』（1997年）のオープニングで使用された。

## その他のバージョン
- マーク・マーフィー - 1961年発売のアルバム『Rah』に収録。
- ベット・ミドラー - 1973年11月発売のアルバム『Bette Midler』に収録。
- ジョニ・ミッチェル - 1974年1月発売のアルバム『コート・アンド・スパーク』に収録。バッキング・ボーカルはチーチ&チョン。
- マリーナ・ショウ - 1974年発売のライブ・アルバム『Marlena Shaw Live at Montreux』に収録。録音は1973年7月[6]。
- ジェーン・モンハイト - 2000年発売のアルバム『Never Never Land』に収録。